# Municipio de Exeter (Kansas)
El municipio de Exeter (en inglés: Exeter Township) es un municipio ubicado en el condado de Clay en el estado estadounidense de Kansas. En el año 2010 tenía una población de 76 habitantes y una densidad poblacional de 0,81 personas por km².

## Geografía
El municipio de Exeter se encuentra ubicado en las coordenadas 39°16′10″N 97°12′13″O / 39.26944, -97.20361. Según la Oficina del Censo de los Estados Unidos, el municipio tiene una superficie total de 93.49 km², de la cual 93,24 km² corresponden a tierra firme y (0,26 %) 0,25 km² es agua.

## Demografía
Según el censo de 2010, había 76 personas residiendo en el municipio de Exeter. La densidad de población era de 0,81 hab./km². De los 76 habitantes, el municipio de Exeter estaba compuesto por el 98,68 % blancos, el 1,32 % eran afroamericanos. Del total de la población el 7,89 % eran hispanos o latinos de cualquier raza.